# Felsővadász
Felsővadász este un sat în districtul Szikszó, județul Borsod-Abaúj-Zemplén, Ungaria, având o populație de 532 de locuitori (2011). 

## Demografie
Componența etnică a satului Felsővadász
     Maghiari (68,21%)
     Romi (31,34%)
     Români (0,45%)
Componența confesională a satului Felsővadász
     Romano-catolici (53,2%)
     Greco-catolici (24,06%)
     Reformați (2,82%)
     Fără religie (1,69%)
     Necunoscută (18,23%)
Conform recensământului din 2011, satul Felsővadász avea 532 de locuitori. Din punct de vedere etnic, majoritatea locuitorilor (68,21%) erau maghiari, cu o minoritate de romi (31,34%).  Din punct de vedere confesional, majoritatea locuitorilor (53,2%) erau romano-catolici, existând și minorități de greco-catolici (24,06%), reformați (2,82%) și persoane fără religie (1,69%). Pentru 18,23% din locuitori nu este cunoscută apartenența confesională.